# 商结构
在較抽象的數學，特別是抽象代數中，商通常用以描由某類集合、空間或代數結構上由合適的等價關係定出的新結構，其元素通常是原集合的等價類。在範疇論中，則進一步將之抽象為一範疇中的商對象。詳閱：
- 商集
- 商群
- 商空間
- 商對象
- 左商與右商（對形式語言的操作）